# Warren Oakes
Pour les articles homonymes, voir Oakes.
William Warren Oakes, né le 23 janvier 1981, est un batteur américain connu pour avoir passé huit ans dans le groupe punk Against Me!.
Le 8 juin 2009, il a annoncé qu'il quittait le groupe pour une carrière de restaurateur. Cependant, alors que c'était la déclaration officielle, Laura Jane Grace, membre et chanteuse du groupe, a blogué « Cet après-midi, nous avons dit à Warren que nous allions chercher un nouveau batteur. Andrew, James et moi avions pris cette décision quelques jours avant ce déjeuner. Je leur ai dit que je ne voulais plus faire de la musique avec Warren. Ils ont tous les deux acquiescé que c'était une étape nécessaire, que ça faisait longtemps qu'elle devait être franchie. Le cœur de Warren n'est plus là-dedans maintenant ».
Il est désormais copropriétaire de Boca Fiesta, un restaurant à Gainesville, en Floride qui est spécialisé dans le mélange en cuisine du Mexique et du Sud-Ouest américain.
Il est aussi connu pour avoir popularisé le freeganisme avec la publication de son pamphlet Why Freegan ?.
En 2013, il a formé le groupe Sunshine avec Troy Perlman, Mike Magarelli et Kyle Flick.

## Discographie
| Année de parution | Titre                          | Label              | Classement                                        |
| ----------------- | ------------------------------ | ------------------ | ------------------------------------------------- |
| 2002              | Reinventing Axl Rose           | No Idea Records    |                                                   |
| 2003              | As The Eternal Cowboy          | Fat Wreck Chords   | #36 Independant Albums                            |
| 2005              | Searching for a Former Clarity | Fat Wreck Chords   | - #114 US - #1 Heatseeker - #9 Independant Albums |
| 2007              | New Wave                       | Site Records       | #57 US                                            |
| 2010              | Black Crosses                  | Total Treble Music |                                                   |